# DFW B-Typen

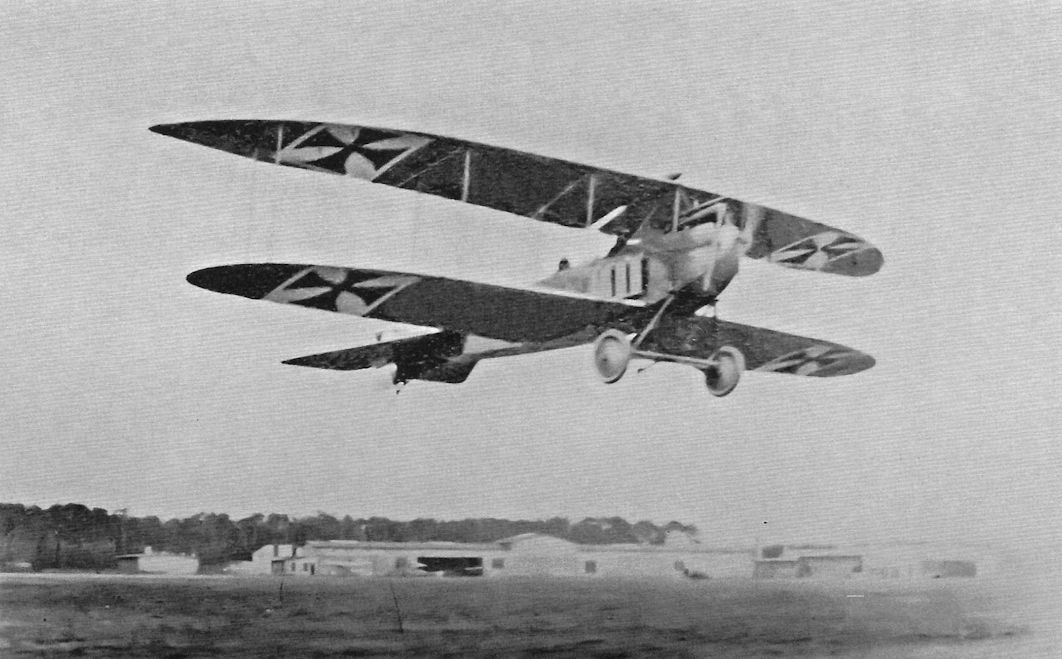
DFW B.I

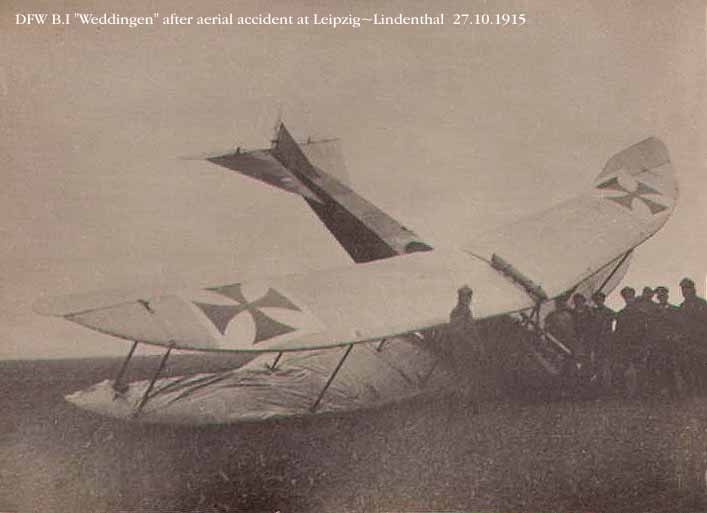
DFW B.I Weddingen

Die DFW B.I und B.II der Deutschen Flugzeug-Werke waren Mehrzweckflugzeuge der deutschen Luftstreitkräfte und der k.u.k. Luftfahrtruppen im Ersten Weltkrieg.

## Geschichte
Mitte 1914 entwickelte der Konstrukteur Heinrich Oelerich von den deutschen Flugzeugwerken unter der Werksbezeichnung MD 14 einen zweisitzigen Doppeldecker, der mit seinen geschwungenen, nach hinten gebogenen Tragflächen deutlich an die „Etrich Taube“ erinnerte, welche die DFW in einer eigenen Version als „Stahltaube“ zuvor ebenfalls produziert hatten. Oelerich stellte mit der Maschine im Juli 1914 mit 8.150 m sogar noch den letzten Vorkriegshöhenrekord auf.
Die MD 14, militärisch als DFW B.I bezeichnet, hatte wie die Albatros B.I dreistielig verstrebte Tragflächen, außerdem ein mit kleinen Kufen versehenes Fahrgestell und wurde von einem 100-PS-6-Zylinder-Reihenmotor Mercedes D.I angetrieben. Der Auspufftopf war an der rechten Seite des Motors angebracht, der Tank zentral auf die obere Tragfläche montiert, und die Wasserkühlung erfolgte über zwei am Rumpf angebrachte H&Z-Seitenkühler. Im vorderen Cockpit saß der Beobachter, dahinter der Pilot.
Die Weiterentwicklung B.II (Werksbezeichnung MRD) wies optisch keine Veränderungen auf. Das Flugzeug wurde zum Teil mit dem stärkeren Mercedes D.II ausgerüstet und vermutlich von vornherein mit Doppelsteuern rein für den Ausbildungseinsatz hergestellt.
Insgesamt wurden 1914–1915 etwa 100 Stück beider Typen gebaut.

## Einsatz
Die DFW B.I war zusammen mit der Aviatik B.I und der Albatros B.I ein typischer Vertreter der unbewaffneten B-Zweisitzer, welche die deutschen Fliegerabteilungen und die k.u.k-Fliegerkompanien 1914 an allen Fronten als zuverlässige „Arbeitspferde“ für Aufklärung und Erkundung verwendeten.
Obwohl die B.I von den Fliegern auch wegen ihrer gebogenen Tragflächen etwas ironisch Fliegende Banane genannt wurde, war sie bei den Besatzungen beliebt; sie war stabil, zuverlässig und hatte gutmütige Flugeigenschaften, war jedoch wehrlos gegen die immer häufiger auftretenden mit MG bewaffneten Feindflugzeuge. Die unbewaffnete DFW B.II wurde nicht mehr zum Fronteinsatz verwendet, sondern von vornherein mit Doppelsteuer versehen ab 1915 ebenso wie die verbliebenen B.I hauptsächlich als Schulflugzeug eingesetzt.

## Weiterentwicklung
Versuchsweise montierte man auch bei der DFW B.I ein MG auf die obere Tragfläche. Allerdings entwickelte DFW auf Basis der B.I den bewaffneten Zweisitzer DFW C.I.

## Technische Daten
| Kenngröße             | DFW B.I–II                                                              |
| --------------------- | ----------------------------------------------------------------------- |
| Besatzung             | 2                                                                       |
| Länge                 | 8,38 m                                                                  |
| Spannweite            | 14,01 m                                                                 |
| Höhe                  | 2,99 m                                                                  |
| Flügelfläche          | 40,00 m²                                                                |
| Leermasse             | 650 kg                                                                  |
| max. Startmasse       | 1015 kg                                                                 |
| Höchstgeschwindigkeit | 120 km/h                                                                |
| Dienstgipfelhöhe      | 3000 m                                                                  |
| Flugdauer             | 4 h                                                                     |
| Reichweite            | 600 km                                                                  |
| Triebwerk             | ein wassergekühlter 6-Zylinder-Reihenmotor Mercedes D.I, 100 PS (74 kW) |
| Steigzeit auf 800 m   | 10 min                                                                  |
| Steigzeit auf 2000 m  |                                                                         |
| Bewaffnung            | –                                                                       |
| Stückzahl             | ~100                                                                    |